# Розселенець
Розсе́ленець (до 2016 року — Червоний Розселенець) — селище Великодальницької сільської громади в Одеському районі Одеської області в Україні. Населення становить 910 осіб.

## Населення
Згідно з переписом 1989 року населення селища становило 543 особи, з яких 244 чоловіки та 299 жінок.
За переписом населення 2001 року в селищі мешкало 910 осіб.

### Мова
Розподіл населення за рідною мовою за даними перепису 2001 року:
| Мова       | Відсоток |
| ---------- | -------- |
| українська | 73,52 %  |
| російська  | 23,96 %  |
| молдовська | 1,98 %   |
| болгарська | 0,22 %   |
| білоруська | 0,11 %   |
| вірменська | 0,11 %   |